# Katharina Wolfert
Katharina Madeleine Wolfert (* 8. Juni 1998 in Berlin) ist eine deutsche Nachwuchsschauspielerin.
Aufsehen erregte Wolfert erstmals, als sie zusammen mit einer Freundin einen Videowettbewerb gewann. Daraufhin flogen sie zum Set von Pair of Kings. Wolfert und ihre Freundin wurden im deutschen Fernsehen auf dem Sender Super RTL gezeigt. Im Sommer 2011 drehte sie dann einige Wochen in Prag die Serie Sturmfrei, in der sie die Hauptrolle spielte. Die Serie wurde ab dem 24. September 2011 auf KiKA ausgestrahlt. Es folgten drei Staffeln. Des Weiteren spielte sie in einer Folge von Der letzte Bulle mit. Die Folge wurde am 15. April 2013 auf Sat.1 ausgestrahlt.
Seit 2017 studierte sie an der Humboldt-Universität zu Berlin Linguistik und Sozialwissenschaften. Sie hat eine ältere Schwester.

## Filmografie
- 2011–2013: Sturmfrei (Fernsehserie)
- 2013: Der letzte Bulle (eine Folge)